# Prisojnik
Der Prisojnik oder Prisank ist ein Berg in den Julischen Alpen in Slowenien mit einer Höhe von 2547 m. i. J.
Er hat neben einer mächtigen Nordwand noch zwei Besonderheiten. Zum einen hat er ein ca. 50 m hohes natürliches Fenster, welches am Ende eines Klettersteigs durchstiegen werden kann. Zum anderen kann man ein Gesicht im Fels erkennen, um das sich auch eine Volkssage rankt. Der Vršičpass bietet hierzu auf der Seite von Kranjska Gora einen Parkplatz mit einer guten Aussicht auf das Gesicht. Hier stehen auch Tafeln zur näheren Erläuterung zur Verfügung.

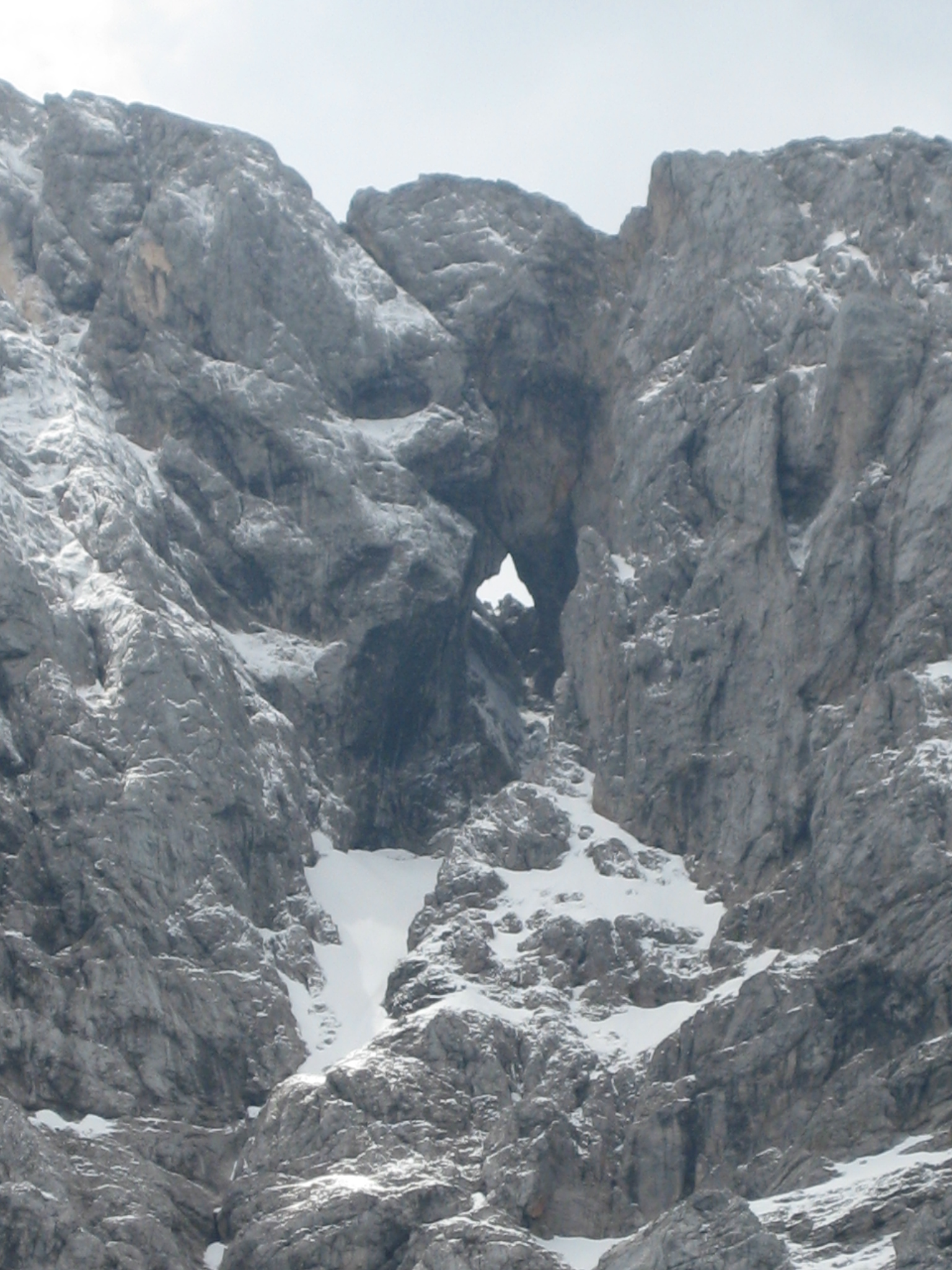
Das größere der beiden Felsenfenster
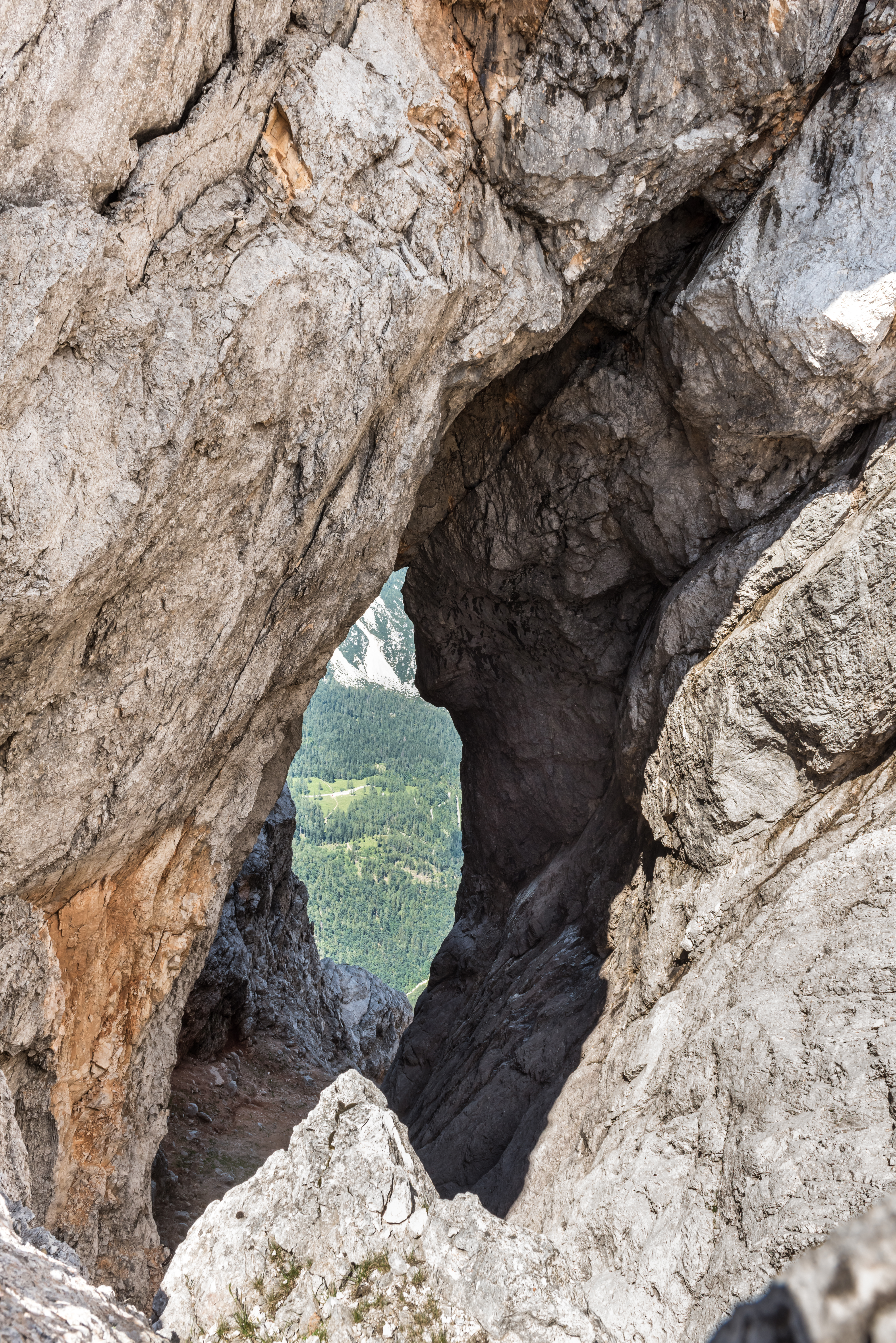
Blick von Süden durch das größere Fenster
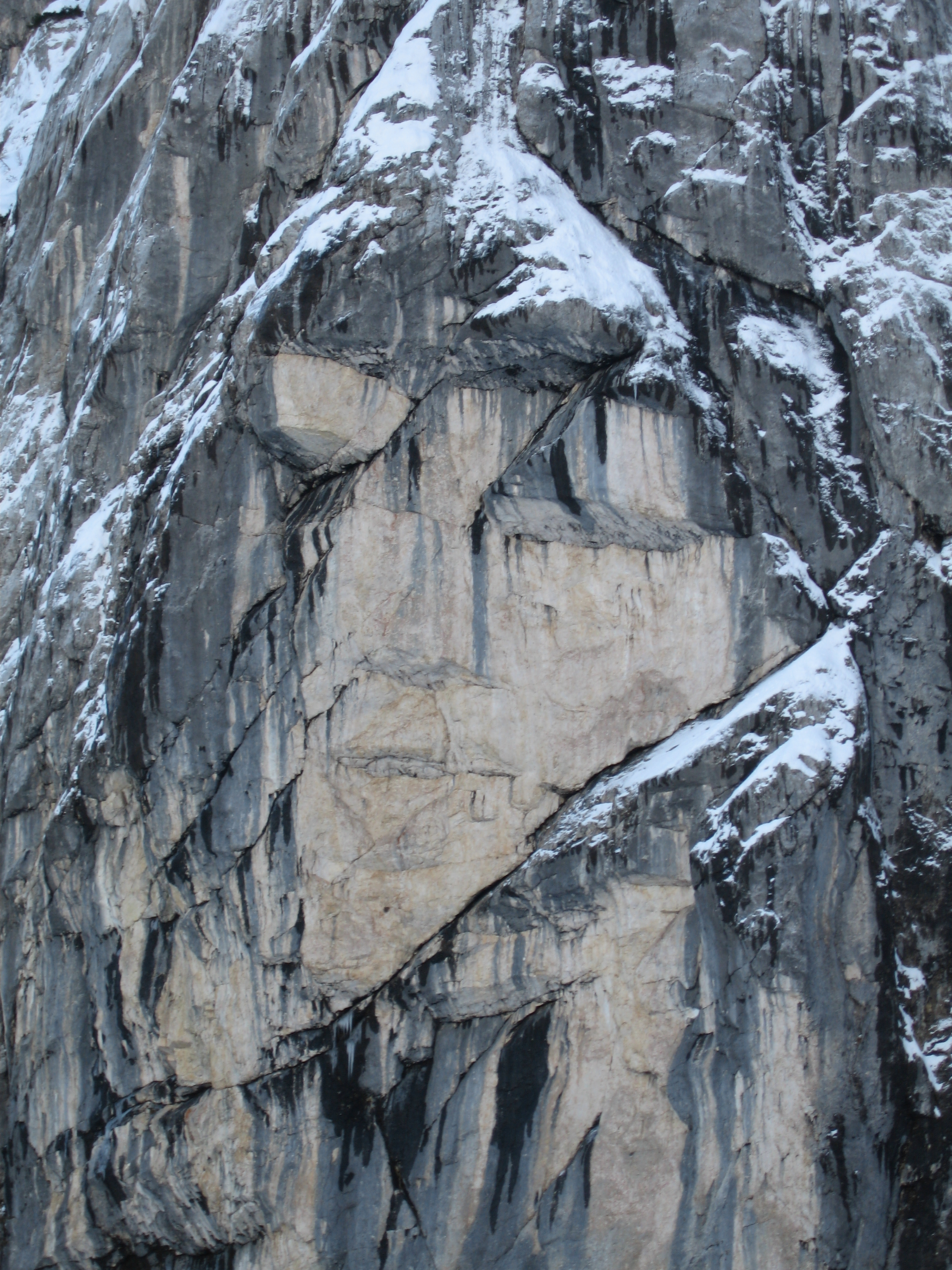
Das Felsengesicht Ajdovska deklica